# 勒内·布朗热
勒内·布朗热（法語：René Boulanger，1895年4月22日—1945年8月12日），生于欧蒙，法国男子竞技体操运动员。他曾获得1920年夏季奥运会体操比赛男子团体全能铜牌。他于1945年在欧蒙去世。